# Ligne Wuppertal-Vohwinkel-Essen-Überruhr
La ligne Wuppertal-Vohwinkel-Essen-Überruhr est une ligne principale d'une bonne trentaine de kilomètres de long, à double voie continue et électrifiée. Dans la zone du pont sur la Ruhr de Steele (de), il n'y a plus qu'une seule voie depuis 1945. Cette ligne la plus ancienne encore en activité en Allemagne est également connue sous le nom de Ligne Prince-Guillaume (PWE). Il relie la dépression de Wuppertal (de) à la vallée de la Ruhr (de) en passant par le pays de Niederberg (de).

## Construction de l'itinéraire

### Société d'exploitation de la ligne de Deilthal
En 1831, la ligne précédente, la ligne de Deilthal, est ouverte de Byfang via Hinsbeck (Ruhr) (aujourd'hui Essen-Kupferdreh) à Nierenhof (aujourd'hui une partie de Velbert) à travers la vallée de la Deilbach (de), qui est construite et exploitée par la compagnie de la ligne de Deilthal.

### Société de la ligne Prince-Guillaume
En 1844, la compagnie de la ligne de Deilthal est rebaptisée compagnie de la ligne Prince-Guillaume. Le 21 juin 1844, la compagnie reçoit la concession pour l'extension de sa ligne existante entre Nierenhof et Hinsbeck (Essen-Kupferdreh). La ligne est construite sur un écartement standard (1435 millimètres), continue la construction jusqu'à Vohwinkel au sud et Überruhr au nord et s'ouvre le 1er décembre 1847 au trafic voyageurs.

### Compagnie des chemins de fer bergeois-marckois
Après que la Compagnie des chemins de fer bergeois-marckois (BME en abrégé) ait déjà assuré l'exploitation de la ligne depuis le 27 mars 1854, elle reprend le PWE et sa ligne le 1er janvier 1863. Elle construit la ligne en direction du nord-est jusqu'à Steele (entre-temps gare centrale de Steele, aujourd'hui gare d'Essen-Steele-Est (de), avec une connexion à sa ligne Witten/Dortmund-Oberhausen/Duisbourg, ouverte trois ans plus tôt), et de là plus loin le long de la Ruhr via Dahlhausen (Ruhr) jusqu'à Langendreer BME. La ligne Essen-Überruhr-Bochum-Langendreer (de) est ouverte cinq mois plus tard, le 1er janvier 1863.

### Gare terminus

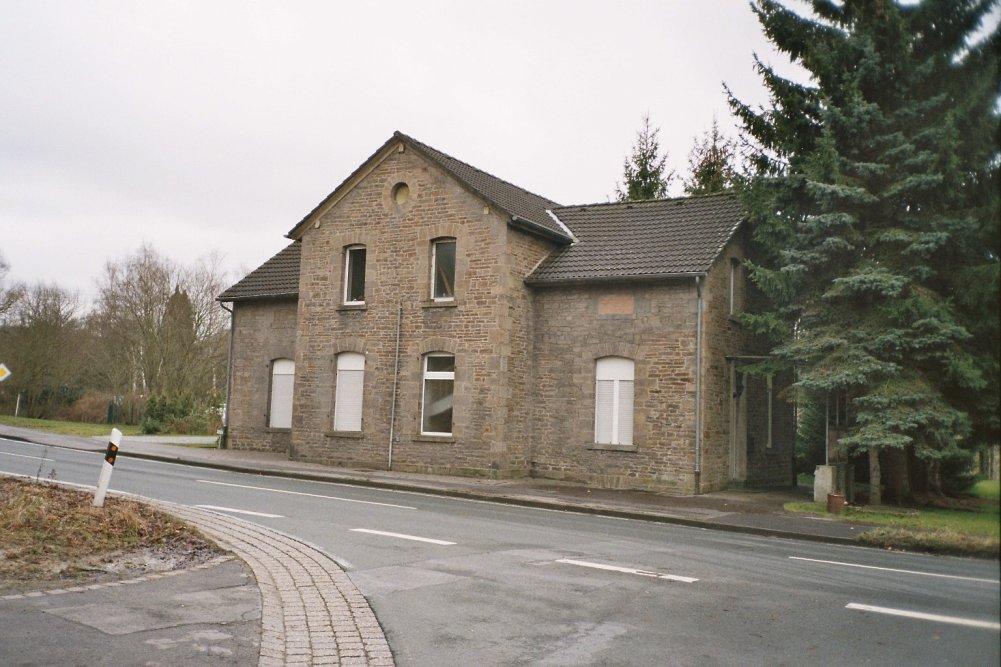
Ancien gare terminus

Après l'ouverture de la ligne en 1847, afin de surmonter la pente, la ligne doit « faire demi-tour » dans un virage en épingle à cheveux à la « gare terminus » dans la vallée de Siebeneick, c'est-à-dire que le sens de la marche doit être changé. La nécessité de cette gare disparaît en 1868 avec le détournement de la ligne et la gare est fermée. Cependant, le terme « gare terminus » pour la zone est toujours utilisé aujourd'hui, et l'ancien bâtiment d'accueil existe également toujours. Il est situé dans la Siebeneicker Straße et est actuellement une propriété privée.

### Ligne de la vallée de la Ruhr
Le 1er février 1872, la BME inaugure la première partie de sa ligne de la vallée de la Ruhr (de), la ligne Düsseldorf-Oberbilk-Essen-Kupferdreh (de), puis en 1874 une autre partie, la  ligne Essen-Überruhr-Hagen-Vorhalle (de) (avec une connexion à la ligne principale Elberfeld-Dortmund). Les deux lignes ne sont plus reliées à la ligne Prince-Guillaume ; les sections d'Essen-Kupferdreh à Essen-Werden et d'Essen-Überruhr via Altendorf (aujourd'hui Essen-Burgaltendorf) à Bochum-Dahlhausen sont fermées et partiellement démantelées,.

## Situation actuelle

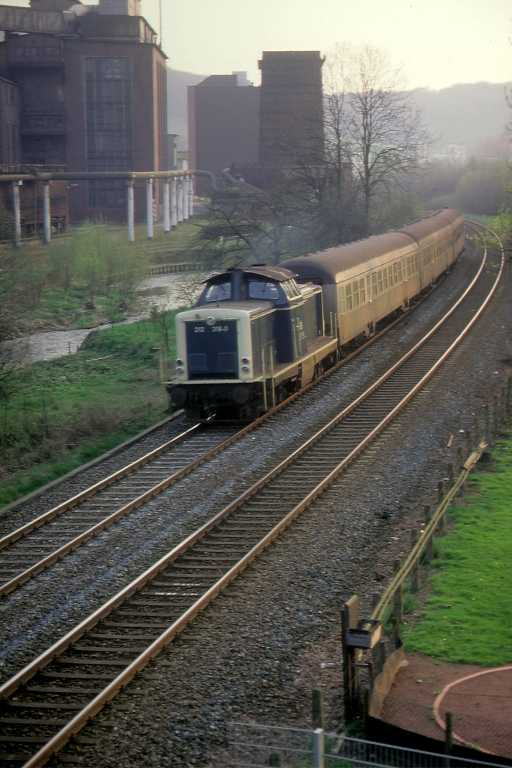
Train local N 9 entre Kupferdreh et Nierenhof en 1986 avant l'électrification

Dans les années 1970, les travaux d'extension de la ligne principale du centre de la Ruhr pour le S-Bahn Rhin-Ruhr commencent. Le 1er février 1978, une nouvelle courbe de liaison (ligne VzG 2193) est créée pour la première fois comme liaison directe d'Essen-Überruhr à Essen-Steele (alors encore Essen-Steele-Ouest) ; en même temps, le trafic de voyageurs sur le tronçon de la ligne d'Essen-Überruhr à Essen-Steele Ost prend fin. La nouvelle courbe de raccordement est à voie unique, tout comme le tronçon précédent de la ligne. Ce dernier est présent, mais est désormais partiellement envahi par la végétation. Il en résulte de toutes nouvelles possibilités de correspondance. Au lieu d'aller à Essen-Steele-Est (à l'époque encore Essen-Steele, anciennement gare centrale de Steele) et de continuer vers l'Est, les trains en provenance de Wuppertal-Vohwinkel sont désormais dirigés vers la gare centrale d'Essen. Le tronçon entre Essen-Steele -Est et l'embranchement Bochum-Dahlhausen-Ouest a déjà été repris par la ligne S 3 du S-Bahn à partir du 26 mai 1974.
Depuis le 15 décembre 2003, cette ligne est également aménagée pour le S-Bahn et électrifiée sur toute sa longueur. L'halte de Velbert-Rosenhügel (de) est reconstruit et la gare de Velbert-Neviges (de) est déplacée. En outre, la gare d'Aprath, fermée en 1965, est rouverte sous le nom d'halte de Wülfrath-Aprath (de). Il ne reste plus rien aujourd'hui pour nous rappeler de la gare de Dornap, qui est également fermée en 1965, car les anciens quais sont également supprimés lors de l'agrandissement. Celles-ci doivent faire place à l'électrification qui avait été installée sur l'ensemble du parcours. La ligne S-Bahn S 9 circule toutes les 20 minutes en semaine et toutes les 30 minutes le week-end, au départ de la gare centrale de Wuppertal, sur tout le trajet de Wuppertal-Vohwinkel (de) via Langenberg (de) jusqu'à Essen-Überruhr (de) et plus loin via les lignes de liaison 2165 et 2193 jusqu'à Essen-Steele (de). De là, il continue via la gare centrale d'Essen jusqu'à la gare centrale de Bottrop (de) et une fois par heure via Gelsenkirchen-Buer-Nord (de) et Marl (de) jusqu'à Haltern am See (de).
L'utilisation du matériel roulant est toujours assez uniforme conformément au programme d'exploitation. Pendant plus de deux décennies, les trains push-pull sont constitués exclusivement de locomotives de série 212 et les voitures argentées (de), mais à partir du début des années 1990, des locomotives diesel de série 216 (de) plus puissantes sont utilisées à la place des très demandées série 212. Cette série dure jusqu'en mai 1998 et est ensuite remplacée par la série 218. En même temps, le premier tronçon de la S 9, Haltern - Bottrop - Essen-Steele-Est, est mis en service, le programme d'exploitation des trains tractés par des locomotives diesel, appelés entre-temps RB 49, est modifié de telle sorte que ceux-ci ne circulent plus que toutes les heures au nord d'Essen et vers Borken au lieu de Haltern, entre Essen et Bottrop, seules les gares les plus importantes sont encore desservies. Avec l'électrification continue, l'ancien programme d'exploitation est rétabli, la ligne Haltern - Bottrop - Essen - Wuppertal forme désormais une unité et est parcourue en continu par la S 9. Dans un premier temps, des rames réversibles composées de voitures x (de) et tractées par la série 143 (de) sont utilisés sur la ligne, et quelques mois plus tard, l'unité électrique multiple de classe 420 est utilisée plus fréquemment. Du printemps 2009 à décembre 2019, tout le trafic est traité à l'aide de la série 422 (de). Les autorails Stadler FLIRT sont en service depuis le 15 décembre 2019. Au cours d'une période de construction d'environ deux ans, la ligne est surélevée dans la zone de l'halte d'Essen-Kupferdreh (de). La plateforme est ouverte à la circulation le 6 août 2012, les bus sont utilisés temporairement pendant la phase de reconstruction aiguë de deux semaines. Les rampes d'accès de la structure ont une pente de 35 pour mille.
Depuis le changement de fréquence du S-Bahn Rhin-Ruhr en 2019, le S 9 ne circule que toutes les 30 minutes (Gare centrale de Recklinghausen / Haltern am See (de) – Gladbeck-Ouest (de) – Gare centrale de Bottrop (de) – Essen – Velbert - Gare centrale de Wuppertal – Gare centrale de Hagen). Aux heures de pointe, le Wupper-Lippe-Express (de) (RE 49) entre Wuppertal et Wesel (de). Contrairement au S 9 il s'arrête uniquement à certaines gares, réduisant ainsi le temps de trajet.
En raison de la crue centenaire du Deilbach (de) lors des inondations en Europe-Occidentale et Centrale en 2021, la ligne entre Essen-Steele et Wuppertal-Vohwinkel ne peut pas être utilisée pendant plusieurs mois à partir du 15 juillet 2021 en raison de l'érosion et de la destruction des infrastructures. La ligne est entrée en exploitation partielle le 12 décembre 2021 et en exploitation régulière le 27 décembre 2021.